# 24-та флотилія підводних човнів Крігсмаріне
24-та флотилія підводних човнів крігсмаріне — підрозділ військово-морського флоту Третього Рейху.

## Історія
24-та флотилія, створена в листопаді 1939 року в Готенгафені та Данцигу, відома як навчальна флотилія підводних човнів (нім. Unterseebootausbildungsflottille). Командувачем флотилією став корветтен-капітан Ганнес Вайнгентнер. Головним завданням навчання у 24-й флотилії був розвиток навичок підводних дій, вміння орієнтуватися під водою, прийомів атаки й ухилення від атак у підводному положенні.
Флотилія неодноразово перебазувалася, побувавши в Тронгеймі та Мемелі.
У березні 1945 року флотилію розформували.

## Склад
До складу 24-ї флотилії в різні роки входили 53 підводних човни:
| Тип      | Кількість     |
| -------- | ------------- |
| IIB      | 6             |
| IID      | 6             |
| VIIA     | 4             |
| VIIB     | 3             |
| VIIC     | 28            |
| VIIC/41  | 3             |
| IXA      | 1             |
| IXB      | 1             |
| Трофейні | 2 (UA і UD-4) |

## Командири
| Час                          | Командувач флотилією                  |
| ---------------------------- | ------------------------------------- |
| Листопад 1939 — червень 1940 | Корветтен-капітан Ганнес Вайнгертнер  |
| Липень 1942 — січень 1943    | Капітан-цур-зее Рудольф Петерс        |
| Березень 1943 — травень 1944 | фрегаттен-капітан Карл-Фрідріх Мертен |
| Травень 1944 — липень 1944   | Корветтен-капітан Карл Яспер          |
| Липень 1944 — березень 1945  | Фрегаттен-капітан Карл-Фрідріх Мертен |